# Groupement Sportif Pétrolier Algérie/Saison 2013
Dieser Artikel listet Erfolge und Fahrer des Radsportteams Groupement Sportif Pétrolier Algérie in der Saison 2013 auf.

## Erfolge in der Africa Tour
| Datum       | Rennen                           | Kat. | Fahrer               |
| ----------- | -------------------------------- | ---- | -------------------- |
| 17. Februar | 2. Etappe Fenkel Northern Redsea | 2.2  | Abdelbasset Hannachi |
| 22. Februar | 4. Etappe Tour of Eritrea        | 2.2  | Abdelbasset Hannachi |
| 24. Februar | Circuit of Asmara                | 1.2  | Abdellah Ben Youcef  |
| 13. März    | 3. Etappe Tour d’Algérie         | 2.2  | Abdelbasset Hannachi |
| 19. März    | 2. Etappe Tour de Tipaza         | 2.2  | Abdelbasset Hannachi |

## Zugänge – Abgänge
| Zugänge               | Team 2012              | Abgänge           | Team 2013   |
| --------------------- | ---------------------- | ----------------- | ----------- |
| Abdenour Yahmi        | Geofco-Ville d’Alger   | Youcef Reguigui   | MTN Qhubeka |
| Boualem Belmokhtar    | Olympique Team Algérie | Fathi Bennabi     | Unbekannt   |
| Abderrahman Bourezza  | Vélo Club SOVAC        | Abdelkarim Charif | Unbekannt   |
| Mohamed Hamza         | Vélo Club SOVAC        | Lotfi Tchambaz    | Unbekannt   |
| Abdelkader Belmokhtar | Neoprofi               |                   |             |

## Mannschaft
| Name                  | Geburtstag         | Nationalität |
| --------------------- | ------------------ | ------------ |
| Abdelkader Belmokhtar | 5. März 1987       | Algerien     |
| Boualem Belmokhtar    | 11. März 1993      | Algerien     |
| Abdellah Ben Youcef   | 10. April 1987     | Algerien     |
| Abderrahman Bourezza  | 19. Januar 1985    | Algerien     |
| Mohamed Hamza         | 14. Oktober 1992   | Algerien     |
| Abdelbasset Hannachi  | 2. Februar 1985    | Algerien     |
| Abdelmalek Kessi      | 22. Juni 1990      | Algerien     |
| Azzedine Lagab        | 18. September 1986 | Algerien     |
| Ismain Lallouchi      | 19. Juli 1989      | Algerien     |
| Abdelmalek Madani     | 28. Februar 1983   | Algerien     |
| Khelil Trente         | 19. September 1979 | Algerien     |
| Abdenour Yahmi        | 10. Mai 1992       | Algerien     |